# Sollia kommun
Sollia kommun (norska: Sollia kommune) var en kommun i Hedmark fylke (från början Oppland fylke) i östra Norge. Kommunen omfattade den nordvästra delen av nuvarande Stor-Elvdals kommun. Byn Sollia utgjorde kommunens centralort.

## Administrativ historik
Sollia kommun upprättades 1864 genom utbrytning ur Ringebu kommun. Kommunen hade 386 invånare vid upprättandet.
1890 fördes kommunen över från Oppland fylke till Hedmark fylke. Kommunkoden ändrades då från 0580 till 0431.
Den 1 januari 1899 överfördes ett obebott område från Ringebu kommun till Sollia kommun. Området fördes samtidigt över från Oppland fylke till Hedmark fylke.
Den 1 januari 1965 gick kommunen upp i Stor-Elvdals kommun. Kommunens hade då 356 invånare.